# Eduard O’Rourke

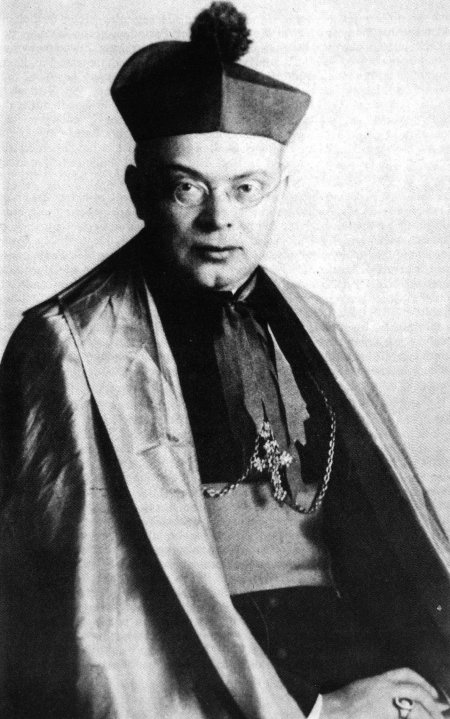
Bischof Eduard O’Rourke

Eduard Graf O’Rourke (* 26. Oktober 1876 in Basin (heute zu Minsk); † 27. Juni 1943 in Rom) war Bischof von Riga und danach der erste Bischof von Danzig.

## Leben
Die aus Irland eingewanderte Familie O’Rourke gehörte zum Adel des Russischen Kaiserreiches. Eduard war der Sohn von Michael Graf O’Rourke und der Deutschbaltin Angelika von Bochwitz. Begünstigt durch seine Abstammung und Weißrusslands multiethnische und multireligiöse Bevölkerungsstruktur wurde der junge Eduard international erzogen. Schon in seiner Jugend lernte er mehr als ein halbes Dutzend Sprachen: Deutsch, Englisch, Russisch, Französisch, Polnisch, Latein und Griechisch. Er besuchte erst das Jesuitengymnasium in Bąkowice bei Chyrów in Galizien, ab 1890 die staatlichen Gymnasien in Vilnius und Riga. In Riga legte er 1898 die Reifeprüfung ab. Er studierte Nationalökonomie und Handelswissenschaften am Polytechnischen Institut Riga. Er wurde Mitglied der Korporacja Akademicka Arkonia. Nach Studienaufenthalten in Freiburg im Üechtland (1903) und an der Universität Innsbruck schloss er das Studium im darauffolgenden Jahr erfolgreich ab. Vermutlich beeinflusst durch den Bischof von Vilnius, Eduard Freiherr von der Ropp, ging O’Rourke im Mai 1904 an die Jesuitenfakultät der Universität Innsbruck. Noch vor seinem Studienabschluss im Herbst 1908 empfing er im Oktober 1907 in Vilnius die Priesterweihe für das Bistum Žemaitien.

### Tätigkeit in Russland
Nach Beendigung des Studiums wurde O’Rourke Professor für Kirchengeschichte sowie für deutsche und französische Sprache am Priesterseminar des Erzbistums Mohilev in Sankt Petersburg. Nach kurzer Tätigkeit als erzbischöflicher Sekretär wurde ihm während des Ersten Weltkriegs die fünfsprachige Pfarrei St. Stanislaus in St. Petersburg übertragen. Dort erlebte er 1917 die Russische Revolution, deren Erlebnis zeitlebens seine Haltung gegenüber Kommunismus und Bolschewismus bestimmte. Als die russische Regierung unter Kerenski 1917 entschied, die Diözese Minsk wiederzuerrichten, wurde er zum Diözesanadministrator ernannt. Papst Benedikt XV. setzte ihn zum vorläufigen Leiter der katholischen Kirche Russlands mit Sitz in Minsk ein.

### Bischof von Riga

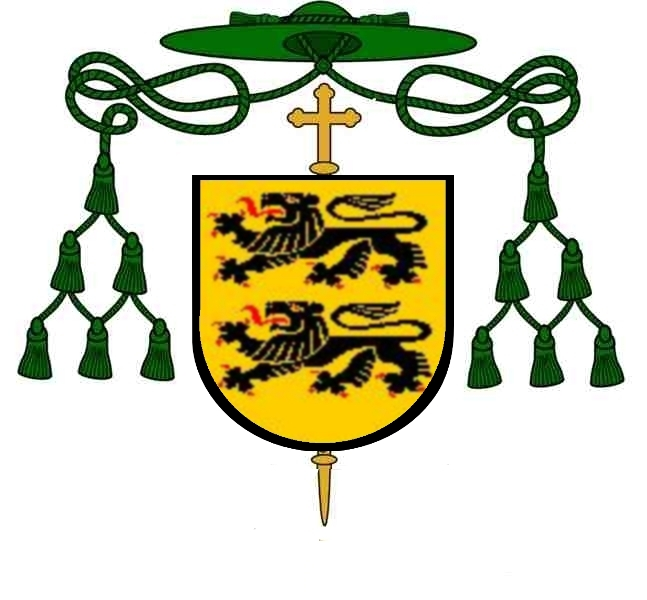
Wappen des Bischofs von Riga

Durch die Erklärung der staatlichen Selbständigkeit Lettlands im November 1918 sah sich der Hl. Stuhl veranlasst, das Bistum Riga als katholische Diözese wiederzuerrichten. O’Rourke wurde am 29. September 1918 zum Bischof von Riga ernannt, die Bischofsweihe spendete ihm Jurgis Matulaitis, Bischof von Vilnius, am 15. Dezember 1918. Mitkonsekratoren waren Pranciškus Karevičius, Bischof von Žemaičiai, und Zygmunt Konstanty Antoni Łoziński, Bischof von Minsk. Der neugeweihte Bischof konnte jedoch erst im Frühjahr 1919 in seine Bischofsstadt gelangen. Inmitten politischer Wirren und kriegerischer Verwicklungen (noch standen deutsche Truppen im Land und kämpften gegen die Bolschewiken) ging der Bischof daran, halbwegs geordnete Verhältnisse in der katholischen Seelsorge herzustellen.
Mit Zustimmung der lettischen Behörden holte er auswärtige Ordensleute ins Land, da ihm für eine halbe Million Katholiken kaum Priester zur Verfügung standen. Die meisten Geistlichen waren nach Deutschland oder Polen geflohen. Ferner versuchte er, eine Priesterschaft der lettischen Nationalität aufzubauen. Auf Anraten O’Rourkes erweiterte der Hl. Stuhl die Diözese Riga durch die zum Bistum Kaunas gehörende Provinz Kurland. Die kirchlichen Grenzen deckten sich nun mit denen des lettischen Staates. Gleichzeitig führte O’Rourke Konkordatsverhandlungen, die vom Apostolischen Nuntius in Warschau, Achille Ratti, begleitet wurden.
Den Konkordatsabschluss und die Erhebung Rigas zum Erzbistum am 30. Mai 1922 erlebte O’Rourke nicht mehr in Lettland. Denn die von Kārlis Ulmanis geführte lettische Regierung verlangte einen Bischof, der Lettisch sprach. Deshalb bot O’Rourke dem Hl. Stuhl seinen Rücktritt an. Er wurde stattdessen am 10. April 1920 zum Titularbischof von Canea und Apostolischen Delegaten für die baltischen Staaten ernannt. Mit Ratti bemühte er sich, dort die Konkordatspolitik des Hl. Stuhls zu verwirklichen.

### Bischof von Danzig

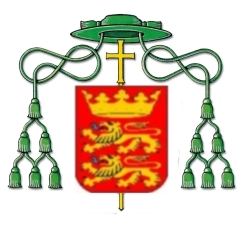
Wappen des Bischofs von Danzig

Im Auftrag des Hl. Stuhls reiste O’Rourke zwischen Mai und Dezember 1921 zu Informationszwecken dreimal nach Danzig. Für die vom Deutschen Reich abgetrennte Stadt mussten die Bistumsgrenzen angepasst werden. Im April 1922 wurde O’Rourke Oberhirte der neu errichteten Apostolischen Administratur für Danzig.
Im November 1921 übertrug ihm der Papst die Flüchtlingsseelsorge für die aus Russland geflüchteten Russen in Danzig und Ostpreußen. In der zweiten Hälfte der 1920er Jahre wurde die Emigrantenfürsorge in Deutschland neu organisiert. Das 1928 gegründete Päpstliche Hilfswerk für die Russen in Deutschland unterstand der Aufsicht O’Rourkes.
Am 2. Januar 1926 wurde Eduard O’Rourke zum ersten Bischof des neuen Bistums Danzig ernannt. Daraufhin verlieh der Senat der Freien Stadt Danzig ihm die Danziger Staatsangehörigkeit. Als Bischof versuchte O’Rourke nach Möglichkeit, der polnischen Minderheit gerecht zu werden. Am 1. September 1924 errichtete er eine polnische Kuratie als Personalpfarrei. In Danzig bemühte er sich – wie schon zuvor in Riga – zunächst um den Aufbau eines Bistums, das nicht entlang nationaler und sprachlicher Trennlinien gespalten war. Sein Generalvikar Anton Sawatzki nahm ihm einen Großteil der inneren Verwaltung ab. O’Rourkes Verhältnis zu den deutschen Behörden war anfangs gut, verschlechterte sich aber ab 1933 unter dem nationalsozialistischen Regime, dem er zu nachgiebig gegenüber den Polen war.
Unter seiner Leitung fand im Dezember 1935 eine Diözesansynode statt. In den folgenden beiden Jahren wurde die Stellung des den Polen sehr freundlich gesinnten Bischofs immer schwieriger. Da er sich einem immer stärker werdenden politischen Druck von Seiten des seit Juni 1933 von Nationalsozialisten dominierten Danziger Senats (und der deutschen Regierung im Hintergrund) ausgesetzt sah, erklärte O’Rourke am 13. Juni 1938 seinen Rücktritt als Bischof von Danzig. Papst Pius XI. ernannte ihn mit gleichem Datum zum Titularbischof von Sophene. Nach seiner Resignation konstatierte er im Dezember 1938, dass er aufgrund der politischen Umstände einen traurigen Rekord halte, nun bereits den fünften Bischofstitel zu tragen.

### Exil und Tod

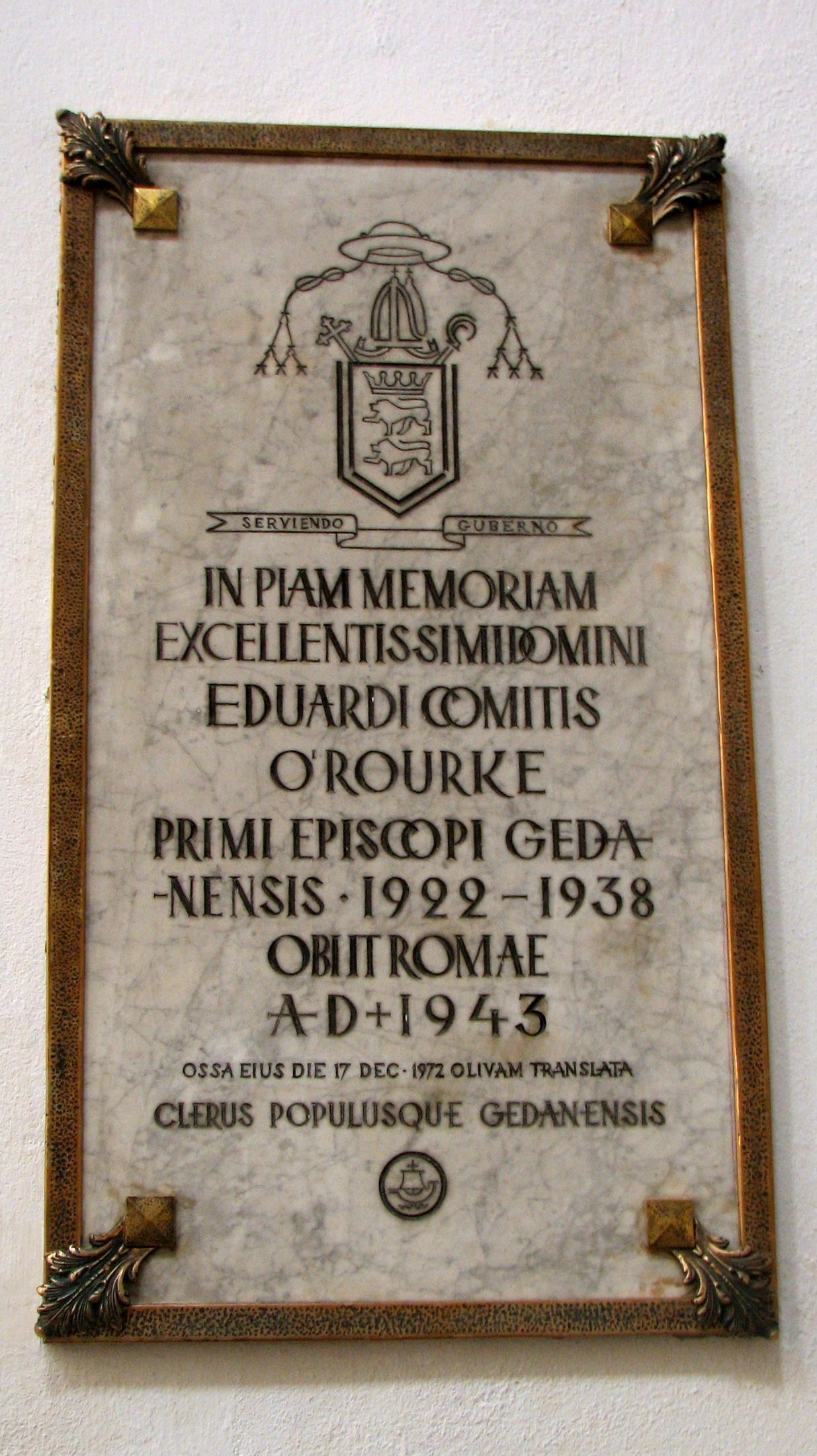
Gedenktafel in der Kathedrale von Danzig

Durch den Verlust der Danziger Staatsangehörigkeit infolge seiner Resignation 1938 staatenlos geworden, nahm O’Rourke 1939 die polnische Staatsangehörigkeit und das Amt eines Domkapitulars in Gnesen/Posen an. Nach Ausbruch des Zweiten Weltkrieges siedelte er nach Rom über, wo er am 27. Juni 1943 verstarb.
Eduard O’Rourke wurde auf dem Friedhof Campo Verano bestattet. 1972 wurden seine sterblichen Überreste in die Bischofsgruft der Kathedrale zu Danzig-Oliva überführt.